# Бережний Сидір Петрович
Сидір Петрович Бережний (1889, Бахмач — † 22 листопада 1921, містечко Базар, Базарська волость, Овруцький повіт, Волинська губернія) — сотник Армії УНР.

## З життєпису
Народився в м. Бахмач Конотопського повіту Чернігівської губернії. Українець. Стан — козак. Закінчив 4 класи у м. Конотоп та Орієнбаумську школу прапорщиків. Останнє звання у царській армії поручик. Безпартійний.
Відбував службу в 3-й Залізній дивізії. Був інтернований у табір м. Александров Куявський. Працював учителем фізкультури у м. Варшава. На початку Другого Зимового походу був старшиною без посади, після бою за місто Коростень став командиром сотні, після наступного бою — командиром куреня в 4-й Київській дивізії. У бою під Малими Міньками потрапив у полон до більшовиків.
Розстріляний 22 листопада 1921 р. у м. Базар
Реабілітований 12 березня 1998 р.

## Вшанування пам'яті
- Його ім'я вибите серед інших на Меморіалі Героїв Базару.